# Zé Ramalho Canta Bob Dylan - Tá Tudo Mudando
Zé Ramalho Canta Bob Dylan - Tá Tudo Mudando é um álbum do cantor brasileiro Zé Ramalho, lançado em 2008, possuindo versões de canções de Bob Dylan. A maioria das canções foi reescrita em português. A capa do álbum é uma referência ao vídeo clipe de "Subterranean Homesick Blues", outra canção de Bob Dylan. A canção "O Vento Vai Responder" figura na trilha sonora nacional da novela Caminho das Índias, da Rede Globo.
O álbum foi indicado ao Grammy Latino de Melhor Álbum de Rock Brasileiro de 2009, mas acabou perdendo para Agora, do NX Zero e Sacos Plásticos, dos Titãs. Ao lado desses discos, também concorriam ao premio o álbum Cinema da banda gaúcha Cachorro Grande e Rock 'n' Roll de Erasmo Carlos.
Antes da gravação, todas as versões foram levadas aos Estados Unidos pelo presidente da Sony Songs, Aloysion Reis, para a apreciação de Bob e seus assessores. O cantor aprovou todas elas "com louvor". Todas as canções são cantadas em português, exceto "If Not for You". Ramalho diz que "adaptar uma música como essa, cantada na língua natural e arranjada como eu fiz, com um ritmo nordestino agalopado, ficaria interessante, e acho que ficou! Esse arranjo tem também uma inspiração na gravação que George Harrison fez desta mesma música, no seu álbum All Things Must Pass ."

## Faixas
| N.º | Título                                                                  | Música                                                     | Duração |  |
| 1.  | "Wigwam / Para Dylan"                                                   | Zé Ramalho                                                 | 5:06    |  |
| 2.  | "O homem deu nome a todos animais (Man Gave Name To All The Animals)"   | Bob Dylan, versão por Zé Ramalho                           | 5:28    |  |
| 3.  | "Tá tudo mudando" (com Roberto Frejat na guitarra)                      | Bob Dylan, versão por Mauricio Baia & Gabriel Moura        | 4:13    |  |
| 4.  | "Como uma pedra a rolar"                                                | Bob Dylan, versão por Zé Ramalho e Babal                   | 6:24    |  |
| 5.  | "Negro Amor (And it's All Over Now, Baby Blue)"                         | Bob Dylan, versão por Caetano Veloso e Péricles Cavalcanti | 5:05    |  |
| 6.  | "Não pense duas vezes, tá tudo bem (Don't Think Twice, It's All Right)" | Bob Dylan, versão por Zé Ramalho e Babal                   | 4:31    |  |
| 7.  | "Rock feelingood (Tombstone Blues)"                                     | Bob Dylan, versão por Zé Ramalho                           | 4:16    |  |
| 8.  | "O vento vai responder"                                                 | Bob Dylan, versão por Zé Ramalho                           | 4:07    |  |
| 9.  | "Mr. do pandeiro (Mister Tambourine Man)"                               | Bob Dylan, versão por Bráulio Tavares                      | 6:44    |  |
| 10. | "O amanhã é distante"                                                   | Bob Dylan, versão por Geraldo Azevedo e Babal              | 4:53    |  |
| 11. | "If Not for You"                                                        | Bob Dylan                                                  | 3:57    |  |
| 12. | "Batendo na porta do céu - versão II"                                   | Bob Dylan, versão por Zé Ramalho                           | 3:20    |  |

## Músicos
- Zé Ramalho  - Violão, arranjos, vocais
- Robertinho de Recife - Guitarra em "Rock Feelingood", cítara, baixo elétrico e viola de doze cordas em "O homem deu nome a todos animais"
- João Ramalho - Violão
- Phil Braga - Violão solo, slide guitar e viola de doze cordas
- Chico Guedes - Baixo elétrico
- Dodô Moraes - Teclados e acordeão
- Zé Gomes - Percussão
- Eduardo Gema - Cajón
- Eduardo Constant - Caixa e pratos
- Roberta de Recife, Lidiane Coelho e Alessandro Rocha - Coral